# 茂南区
茂南区是中国广东省茂名市下辖的一个市辖区，位于茂名市南部，是茂名市的党政机关所在地及经济、政治、文化中心，區人民政府駐城南路138號。
茂南区油母頁岩可供開採量44.62億噸，是南方的煉油基地和廣東省規模最大的羅非魚良種生產基地。主要旅遊景點有茂名森林公園、茂名露天礦生態公園、牙象大地藝術公園、南越1959文化創意街等。
茂南区是圆椒、玉豆等北运菜生产基地和全国规模最大的罗非鱼良种生产基地。石油化工及乙烯后加工、高岭土深加工、农副产品深加工为茂南区三大支柱产业。

## 历史
今茂南区属历史上属茂名县地，20世纪50年代，为支援茂名油页岩露天矿建设，中共广东省委决定以茂名工矿区为基础，筹建一座新兴的工业城市。1958年9月3日，茂名工矿区市正式成立，此后陆续将茂名县公馆乡全部和袂花、鳌头两乡的一部分划归茂名工矿区市。
1959年1月24日，茂名市郊区人民公社联社(后改为郊区办事处、郊区工作办公室)和中共茂名市郊区委员会成立，管辖除城区外各镇。
1959年5月9日，茂名工矿区市更名为茂名市（县级），市政府设城区河西。
1979年2月1日，高州县分界公社的下池、禄村、金塘岭、烧酒、山阁、合益、福居、黄杰等8个生产大队划给茂名市管辖，组建山阁公社，后改为山阁镇。
1985年4月18日，经国务院批准，将茂名市城区及郊区设置为茂南区，管辖茂名市城区和公馆、新坡、金塘、镇盛、高山、袂花、鳌头、山阁8个镇，原城区和郊区的两个工作办公室撤销。
1992年10月，经广东省人民政府批准成立，在茂南区东部设立茂南城郊经济开发试验区。
2017年6月底，中共茂名市委、市政府经慎重研究，决定启动羊角镇行政区划调整工作。9月18日，广东省民政厅同意茂名市将电白区羊角镇划归茂南区管辖。9月28日，羊角镇区划调整交接仪式在羊角镇政府举行，标志着羊角镇自此划归茂南区管辖。

## 地形地貌
茂南区是鉴江平原的一部分，地貌以台地、平原为主，地势平缓，境内最高点为金塘镇的锡塘岭（海拔152米），北部、中部油页岩为低丘，南部为河漫滩平原，西北是低丘台地，东南为平原。岩层有凝灰岩、砂岩、砾岩、油页岩、片麻岩和零星的花岗岩。

## 行政区划
茂南区下辖8个街道办事处、9个镇：
红旗街道、河西街道、河东街道、露天矿街道、新华街道、官渡街道、站前街道、城南街道、金塘镇、公馆镇、新坡镇、镇盛镇、鳌头镇、袂花镇、高山镇、山阁镇和羊角镇。
| 街道/镇    | 面积（km2） | 户籍人口（2012） | 成立年份 | 备注                                                                                         |
| ---------- | ----------- | ---------------- | -------- | -------------------------------------------------------------------------------------------- |
| 红旗街道   | 6           | 29000            | 1981     | 茂南区中部、茂名市区西部，拥有全市最大的成衣、建材批发市场                                   |
| 河西街道   | 5.5         | 28000            | 1981     | 茂南区中部，茂名市区西部，曾为茂名市委、市政府、茂南区区委、区政府所在地                     |
| 河东街道   | 7.6         | 93000            | 1981     | 茂南区东部，现茂名市委、市政府所在地                                                         |
| 官渡街道   | 10          | 135199           | 1987     | 茂南区东部，目前茂名市区最大的一个街道                                                       |
| 站前街道   | 4           | 68000            | 1996     | 茂南区东部，茂名市交通枢纽                                                                   |
| 露天矿街道 | 10          | 16000            | 1981     | 茂南区中部，茂名市区西北部，老工业城区，南部为商业住宅区，北部为工业园                       |
| 新华街道   | 5           | 10451            | 1981     | 茂南区中部，茂名市区西部                                                                     |
| 城南街道   | 5.23        | 22000            | 2017     | 茂南区东部，茂南区委、区政府机关所在地，为茂南城郊经济开发试验区                             |
| 金塘镇     | 113         | 78000            | 1987     | 茂南区北部，中心镇，茂南区农业大镇和工业重镇                                                 |
| 山阁镇     | 46.7        | 36327            | 1987     | 茂南区东北部，全国最大的高岭土生产基地                                                       |
| 高山镇     | 12          | 16400            | 1987     | 茂南区中部，是水产、禽畜、蔬菜三大农业商品基地                                               |
| 袂花镇     | 26          | 52000            | 1987     | 茂南区东南部，茂名市蔬菜第一镇                                                               |
| 新坡镇     | 27.8        | 29000            | 1987     | 茂南区中部，中心镇，茂名市石油化工的重要基地和水果交易平台                                   |
| 鳌头镇     | 56          | 88480            | 1987     | 茂南区南部，广东省历史文化名镇，建筑之乡                                                     |
| 镇盛镇     | 61          | 63000            | 1987     | 茂南区西南部，茂名市区的“后花园”                                                             |
| 公馆镇     | 114         | 68746            | 1987     | 茂南区西部，茂南区农业大镇和工业重镇，境内有茂南产业转移工业园、茂南石化工业园和茂南西城片区 |
| 羊角镇     | 99          | 147400           | 1987     | 茂南区东部，中心镇，茂名市区东扩南移的重要地段                                               |

根據第七次全国人口普查數據，截至2020年11月1日零時，茂南區常住人口1035411人。

## 交通

### 公路
- 沈海高速公路、 包茂高速公路、 汕湛高速、 207国道、 325国道

### 鐵路
- 河茂鐵路、廣茂鐵路、深湛鐵路：茂名西站、茂名站

## 风景名胜
- 露天礦生態公園